# Robijnspecht
De robijnspecht (Blythipicus rubiginosus) is een vogelsoort uit de familie van de spechten die voorkomt in de Indische Archipel.

## Beschrijving
De robijnspecht is een middelgrote specht van 25 cm lengte. Deze specht is overwegend donker gekleurd, op afstand lijkt de vogel dofzwart. De rug en bovenvleugel zijn echter donker kastanjebruin gekleurd en het mannetje heeft een rode vlek achter op de nek. Het vrouwtje is doffer gekleurd en mist de rode vlek. Beide geslachten hebben een gele snavel.

## Leefwijze
Het is een vogel die zich vaak laag bij de grond of in struikgewas ophoudt en daar foerageert in dood hout op voornamelijk mieren. De vogel is soms te zien in groepjes met andere soorten insectenetende vogels.

## Verspreiding en leefgebied
De robijnspecht komt voor op het schiereiland Malakka (Maleisië, Zuid-Thailand en Myanmar), Sumatra en Borneo. De vogel leeft in primair en secundair regenwoud zowel in het laagland als in berggebieden tot op 1800 m boven de zeespiegel.

## Status
De robijnspecht heeft een groot verspreidingsgebied en daardoor alleen al is de kans op uitsterven uiterst gering. De grootte van de populatie is niet gekwantificeerd, maar gaat door ontbossingen in aantal achteruit. Echter, het tempo ligt onder de 30% in tien jaar (minder dan 3,5% per jaar). Om deze redenen staat deze specht als niet bedreigd op de Rode Lijst van de IUCN.